# Здание Волжско-Камского банка (Нижний Новгород)
Здание Волжско-Камского банка — памятник архитектуры в историческом центре Нижнего Новгорода. Построен в 1894—1896 годах по проекту архитектора В. П. Цейдлера в стиле академической эклектики.
До революции здание принадлежало Волжско-Камскому банку — одному из крупнейших банков Российской империи, с капиталом более 300 млн рублей.

## История
С начала XIX века место под застройку будущего здания принадлежало промышленнику И. С. Пятову. После его смерти куплено крестьянином П. Е. Бугровым, который по проекту архитектора Н. И. Ужумедского-Грицевича сначала построил корпус лавок по Нижневолжской набережной, а затем каменный дом. В 1872 году его сын Александр по проекту Н. А. Фрелиха выстроил рядом трёхэтажный каменный дом, а в 1888 году Н. А. Бугров по проекту архитектора Н. Д. Григорьева возвёл вместо лавок ещё один каменный дом.
При приезде в Нижний Новгород академика В. П. Цейдлера Н. А. Бугров заказал ему план-фасады здания контролируемого им Волжско-Камского банка. Старое каменное здание с колонным портиком было разобрано, на его месте возведено новое двухэтажное с подвалами. Фасад здания был облицован муравленой керамической плиткой, а угловую часть венчал округлый эркер с вмонтированной в картуш буквой «Б» — Бугров. По линии улицы Рождественской кровлю украшал фигурный аттик.
Сооружение здания приурочено к открытию Всероссийской промышленно-художественной выставки 1896 года. В советское время и современный период в здании располагался Театр комедии, для которого к зданию сзади пристроили огромный безликий объём колосников сцены театра (снесён при реставрации), искажавший архитектуру дома.
Театр переехал в новое здание в 1999 году. В настоящее время в доме расположен японский культурный центр.